# Epipremnum pinnatum
Espèce
Epipremnum pinnatum est une espèce de plante épiphyte de la famille des Araceae.

## Cultivars
Plusieurs cultivars d'Epipremnum pinnatum sont commercialisés. Par exemple Epipremnum pinnatum 'Cebu Blue' dont les feuilles prennent une teinte bleutée quand l'éclairage est optimal.